# Resa Stockholm-Göteborg genom Göta och Trollhätte kanaler
Resa Stockholm-Göteborg genom Göta och Trollhätte kanaler är en svensk stumfilm från 1908, producerad och fotad av Charles Magnusson.
Filmen skildrar en resa genom Sverige, från Stockholm till Göteborg, och premiärvisades den 1 maj 1908 på biograf Kronan i Göteborg. Den bestod av två delar, av vilka den första delen finns bevarad i Sveriges Televisions arkiv.